# Nadap
Nadap is een plaats (község) en gemeente in het Hongaarse comitaat Fejér. Nadap telt 536 inwoners (2011).